# Cigansko perje
Cigansko perje (svilenica, lat. Asclepias), biljni rod koji je nekada bio dio samostalne porodice svileničevke (Asclepiadaceae), danas potporodica Asclepiadoideae, dio porodice zimzelenovki (Apocynaceae). Pripada mu blizu 200 vrsta trajnica, polugrmova i grmova. 
Latinsko ime roda dolazi po grčkom bogu liječništva, Asklepiju, dok je hrvatski naziv cigansko perje nastao zbog običaja Roma koji su sakupljali mekane niti kojima su obrasle sjemenke, te su s njima punili jastuke. Po ovim mekanim svilenim nitima, rod je nazvan i svilenica.

## Vrste
1. Asclepias adscendens (Schltr.) Schltr.
2. Asclepias × aequicornu E.Fourn.
3. Asclepias albens (E.Mey.) Schltr.
4. Asclepias albicans S.Watson
5. Asclepias alpestris (K.Schum.) Goyder
6. Asclepias amabilis N.E.Br.
7. Asclepias ameliae S.Moore
8. Asclepias amplexicaulis Sm.
9. Asclepias angustifolia Schweigg.
10. Asclepias apocynifolia Woodson
11. Asclepias arenaria Torr.
12. Asclepias asperula (Decne.) Woodson
13. Asclepias atroviolacea Woodson
14. Asclepias aurea (Schltr.) Schltr.
15. Asclepias auriculata Kunth
16. Asclepias barjoniifolia E.Fourn.
17. Asclepias bartlettiana Woodson
18. Asclepias baumii Schltr.
19. Asclepias bicuspis N.E.Br.
20. Asclepias bifida W.H.Blackw.
21. Asclepias boliviensis E.Fourn.
22. Asclepias brachystephana Engelm. ex Torr.
23. Asclepias bracteolata E.Fourn.
24. Asclepias breviantherae Goyder
25. Asclepias brevicuspis (E.Mey.) Schltr.
26. Asclepias brevipes (Schltr.) Schltr.
27. Asclepias × bridgesii E.Fourn.
28. Asclepias buchwaldii (Schltr. & K.Schum.) De Wild.
29. Asclepias californica Greene
30. Asclepias candida Vell.
31. Asclepias cinerea Walter
32. Asclepias circinalis (Decne.) Woodson
33. Asclepias compressidens (N.E.Br.) Nicholas
34. Asclepias concinna (Schltr.) Schltr.
35. Asclepias connivens Baldwin ex Elliott
36. Asclepias constricta M.E.Jones
37. Asclepias conzattii Woodson
38. Asclepias cooperi N.E.Br.
39. Asclepias cordifolia (Benth.) Jeps.
40. Asclepias coulteri A.Gray
41. Asclepias crassicoronata Goyder
42. Asclepias crassinervis N.E.Br.
43. Asclepias crispa P.J.Bergius
44. Asclepias crocea Woodson
45. Asclepias cryptoceras S.Watson
46. Asclepias cucullata (Schltr.) Schltr.
47. Asclepias cultriformis Harv. ex Schltr.
48. Asclepias curassavica L.
49. Asclepias curtissii A.Gray
50. Asclepias cutleri Woodson
51. Asclepias densiflora N.E.Br.
52. Asclepias dependens (K.Schum.) N.E.Br.
53. Asclepias depressa (Schltr.) Schltr.
54. Asclepias dinteri Engl. & Krause
55. Asclepias disparilis N.E.Br.
56. Asclepias dissona N.E.Br.
57. Asclepias dregeana Schltr.
58. Asclepias edentata Goyder
59. Asclepias elata Benth.
60. Asclepias elegantula Fishbein
61. Asclepias eminens (Harv.) Schltr.
62. Asclepias emoryi (Greene) Vail
63. Asclepias engelmanniana Woodson
64. Asclepias eriocarpa Benth.
65. Asclepias erosa Torr.
66. Asclepias euphorbiifolia Engelm. ex A.Gray
67. Asclepias exaltata L.
68. Asclepias expansa (E.Mey.) Schltr.
69. Asclepias fallax (Schltr.) Schltr.
70. Asclepias fascicularis Decne.
71. Asclepias feayi Chapm. ex A.Gray
72. Asclepias fimbriata Weim.
73. Asclepias flanaganii Schltr.
74. Asclepias flexuosa (E.Mey. ex Decne.) Schltr.
75. Asclepias foliosa (K.Schum.) Hiern
76. Asclepias fournieri Woodson
77. Asclepias fulva N.E.Br.
78. Asclepias galeottii E.Fourn.
79. Asclepias gentryi Standl.
80. Asclepias gibba (E.Mey.) Schltr.
81. Asclepias glaucescens Kunth
82. Asclepias gordon-grayae Nicholas
83. Asclepias graminifolia (Wild) Goyder
84. Asclepias grandirandii Goyder
85. Asclepias hallii A.Gray
86. Asclepias hirtella (Pennell) Woodson
87. Asclepias humilis (E.Mey.) Schltr.
88. Asclepias humistrata Walter
89. Asclepias hypoleuca (A.Gray) Woodson
90. Asclepias inaequalis Goyder
91. Asclepias incarnata L.
92. Asclepias involucrata Engelm. ex Torr.
93. Asclepias jaliscana B.L.Rob.
94. Asclepias jorgeana Fishbein & S.P.Lynch
95. Asclepias kamerunensis Schltr.
96. Asclepias × kansana Vail
97. Asclepias labriformis M.E.Jones
98. Asclepias lanceolata Walter
99. Asclepias langsdorffii E.Fourn.
100. Asclepias lanuginosa Nutt.
101. Asclepias latifolia (Torr.) Raf.
102. Asclepias lemmonii A.Gray
103. Asclepias leptopus I.M.Johnst.
104. Asclepias linaria Cav.
105. Asclepias linearis Scheele
106. Asclepias longifolia Michx.
107. Asclepias longirostra Goyder
108. Asclepias longissima (K.Schum.) N.E.Br.
109. Asclepias lynchiana Fishbein
110. Asclepias macropus (Schltr.) Schltr.
111. Asclepias macrotis Torr.
112. Asclepias masonii Woodson
113. Asclepias mcvaughii Woodson
114. Asclepias meadii Torr. ex A.Gray
115. Asclepias melantha Decne.
116. Asclepias meliodora (Schltr.) Schltr.
117. Asclepias mellodora A.St.-Hil.
118. Asclepias mexicana Cav.
119. Asclepias meyeriana (Schltr.) Schltr.
120. Asclepias michauxii Decne.
121. Asclepias minor (S.Moore) Goyder
122. Asclepias minutiflora (Goyder) Goyder
123. Asclepias mirifica Woodson
124. Asclepias montevaga M.Glen, Nicholas & Bester
125. Asclepias monticola N.E.Br.
126. Asclepias mtorwiensis Goyder
127. Asclepias nana I.Verd.
128. Asclepias navicularis (E.Mey.) Schltr.
129. Asclepias nivea L.
130. Asclepias nummularia Torr.
131. Asclepias nummularioides W.D.Stevens
132. Asclepias nuttii N.E.Br.
133. Asclepias nyctaginifolia A.Gray
134. Asclepias obovata Elliott
135. Asclepias occidentallis Goyder
136. Asclepias oenotheroides Schltdl. & Cham.
137. Asclepias oreophila Nicholas ex Hilliard & B.L.Burtt
138. Asclepias otarioides E.Fourn.
139. Asclepias ovalifolia Decne.
140. Asclepias ovata M.Martens & Galeotti
141. Asclepias palustris (K.Schum.) Schltr.
142. Asclepias patens N.E.Br.
143. Asclepias pedicellata Walter
144. Asclepias pellucida E.Fourn.
145. Asclepias peltigera (E.Mey.) Schltr.
146. Asclepias perennis Walter
147. Asclepias pilgeriana Schltr.
148. Asclepias praemorsa Schltr.
149. Asclepias pratensis Benth.
150. Asclepias pringlei (Greenm.) Woodson
151. Asclepias prostrata W.H.Blackw.
152. Asclepias pseudoamabilis Goyder
153. Asclepias pseudofimbriata (Goyder) Goyder
154. Asclepias pseudorubricaulis Woodson
155. Asclepias puberula A.Gray
156. Asclepias pumila (A.Gray) Vail
157. Asclepias purpurascens L.
158. Asclepias pygmaea N.E.Br.
159. Asclepias quadrifolia Jacq.
160. Asclepias quinquedentata A.Gray
161. Asclepias randii S.Moore
162. Asclepias rara N.E.Br.
163. Asclepias rubra L.
164. Asclepias rusbyi (Vail) Woodson
165. Asclepias scaposa Vail
166. Asclepias scheryi Woodson
167. Asclepias schlechteri (K.Schum.) N.E.Br.
168. Asclepias schumanniana Hiern
169. Asclepias senecionifolia M.E.Jones
170. Asclepias shabaensis (Goyder) Goyder
171. Asclepias similis Hemsl.
172. Asclepias solanoana Woodson
173. Asclepias solstitialis A.Chev.
174. Asclepias speciosa Torr.
175. Asclepias sperryi Woodson
176. Asclepias sphacelata (K.Schum.) N.E.Br.
177. Asclepias standleyi Woodson
178. Asclepias stathmostelmoides Goyder
179. Asclepias stellifera Schltr.
180. Asclepias stenophylla A.Gray
181. Asclepias subaphylla Woodson
182. Asclepias subulata Decne.
183. Asclepias subverticillata (A.Gray) Vail
184. Asclepias subviridis S.Moore
185. Asclepias sullivantii Engelm. ex A.Gray
186. Asclepias syriaca L.
187. Asclepias tanganyikensis E.A.Bruce
188. Asclepias texana A.Heller
189. Asclepias tomentosa Elliott
190. Asclepias tuberosa L.
191. Asclepias ulophylla Schltr.
192. Asclepias uncialis Greene
193. Asclepias variegata L.
194. Asclepias velutina (Schltr.) Schltr.
195. Asclepias verticillata L.
196. Asclepias vestita Hook. & Arn.
197. Asclepias vicaria N.E.Br.
198. Asclepias vinosa (E.Fourn.) Woodson
199. Asclepias viridiflora Raf.
200. Asclepias viridis Walter
201. Asclepias viridula Chapm.
202. Asclepias virletii E.Fourn.
203. Asclepias welshii N.H.Holmgren & P.K.Holmgren
204. Asclepias woodii (Schltr.) Schltr.
205. Asclepias woodsoniana Standl. & Steyerm.
206. Asclepias zanthodacryon (L.B.Sm.) Woodson